# Queen of the Universe
Queen of the Universe é um talent show de canto norte-americano produzido pela World of Wonder. Atualmente apresentada por Graham Norton, conta com Mel B, Michelle Visage, Trixie Mattel e Vanessa Williams como juradas da competição. As participantes competiram por um prêmio em dinheiro de US$ 250.000. O talent show estreou no Paramount+ em 2 de dezembro de 2021. Em fevereiro de 2022, a série foi renovada para uma segunda temporada.
A vencedora da primeira temporada de Queen of the Universe foi Grag Queen do Brasil, com Ada Vox dos Estados Unidos terminando como vice-campeã.

## Produção
Em 24 de fevereiro de 2021, a Paramount Global e o Paramount+ anunciaram a competição internacional de canto com drag queen intitulada Queen of the Universe da World of Wonder, os produtores por trás de RuPaul's Drag Race, com membros do elenco a serem nomeados posteriormente. Em 27 de setembro de 2021, foi anunciado que Graham Norton apresentaria o talent show. As juradas foram anunciados em 28 de outubro de 2021, sendo Leona Lewis, Michelle Visage, Trixie Mattel e Vanessa Williams. Os concorrentes da primeira temporada foram revelados em 10 de novembro de 2021. Em 15 de fevereiro de 2022, foi anunciado que o programa foi renovada para uma segunda temporada. Em junho de 2022, foi anunciado que Mel B substituiria Leona Lewis como jurada na segunda temporada, enquanto Graham Norton, Michelle Visage, Trixie Mattel e Vanessa Williams retornariam.
| Jurados          | Temporada | Temporada | Temporada |
| Jurados          | 1         | 2         |           |
| ---------------- | --------- | --------- | --------- |
| Leona Lewis      | Principal |           |           |
| Trixie Mattel    | Principal | Principal |           |
| Michelle Visage  | Principal | Principal |           |
| Vanessa Williams | Principal | Principal |           |
| Mel B            |           | Principal |           |

## Participantes
Os nomes e cidades indicados são no momento das filmagens.

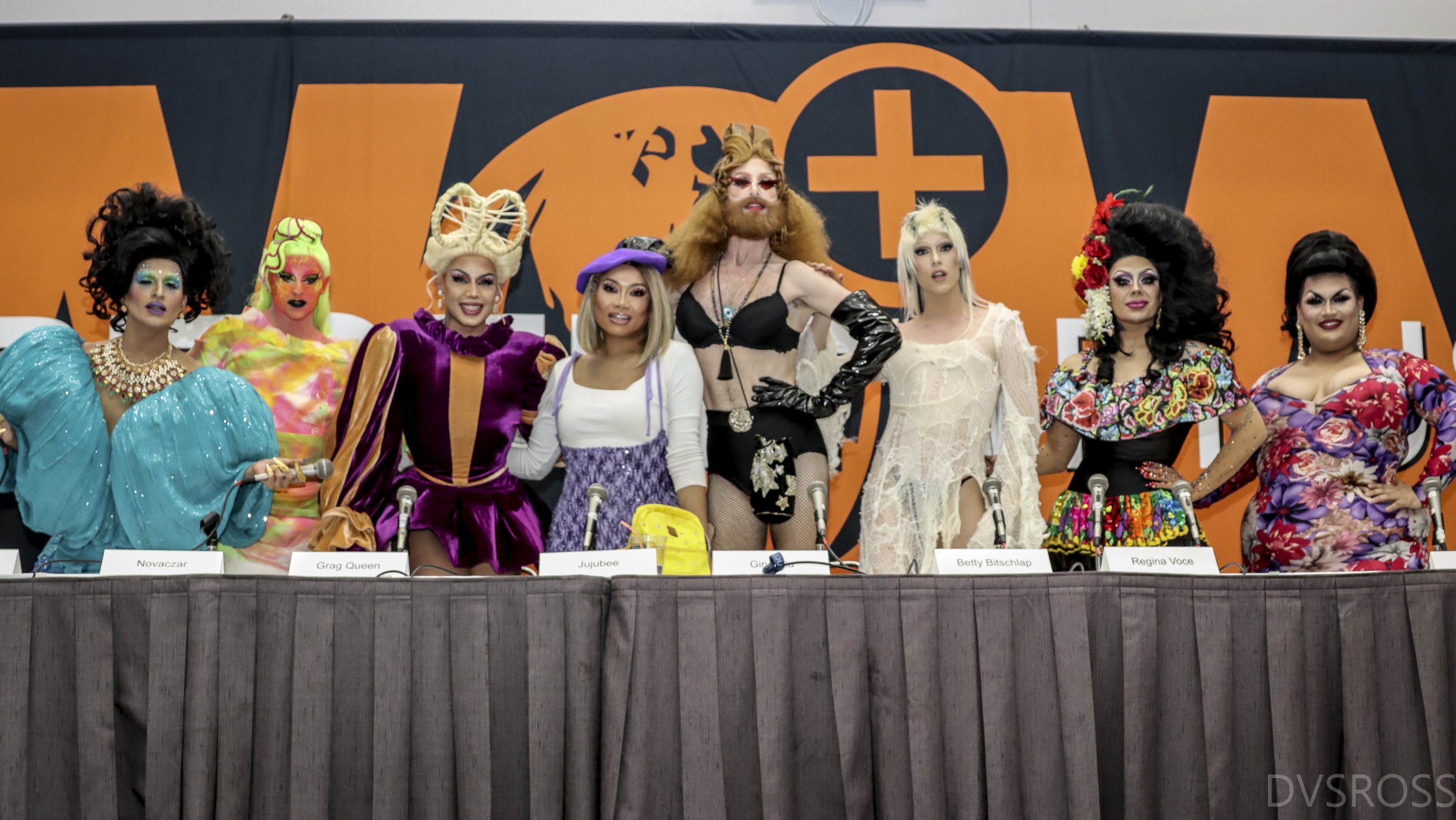
Algumas participantes de Queen of the Universe no RuPaul's DragCon LA 2022

| Participante       | Origem                   | Resultado   |
| ------------------ | ------------------------ | ----------- |
| Grag Queen         | Canela, Brasil           | Vencedora   |
| Ada Vox            | San Antonio, Texas       | Vice-campeã |
| Aria B Cassadine   | Atlanta, Geórgia         | 3º lugar    |
| La Voix            | Londres, Inglaterra      | 4º lugar    |
| Rani Ko-He-Nur     | Bombaim, Índia           | 4º lugar    |
| Leona Winter       | Paris, França            | 6º lugar    |
| Gingzilla          | Sydney, Austrália        | 7º lugar    |
| Regina Voce        | Cidade do México, México | 7º lugar    |
| Matante Alex       | Montreal, Canadá         | 9º lugar    |
| Betty Bitschlap    | Copenhague, Dinamarca    | 10º lugar   |
| Chy'enne Valentino | Chicago, Illinois        | 10º lugar   |
| Jujubee            | Boston, Massachusetts    | 10º lugar   |
| Novaczar           | Nova York, Nova York     | 10º lugar   |
| Woowu              | Cantão, China            | 10º lugar   |

1. ↑  La Voix foi originalmente eliminada na primeira rodada, mas mais tarde foi trazida de volta pelos jurados.

## Prêmios e indicações
| Ano  | Prêmio                 | Categoria              | Resultado | Ref.  |
| ---- | ---------------------- | ---------------------- | --------- | ----- |
| 2022 | Queerty Awards         | Reality / Docuseries   | Indicado  | [ 8 ] |
| 2022 | Prêmios MTV Movie & TV | Best Unscripted Series | Indicado  | [ 9 ] |